# 's-Heer Arendskerke
's-Heer Arendskerke est un village néerlandais. Il fait partie de la commune de Goes en Zélande. En 2004, il comptait 1 320 habitants.

## Histoire
's-Heer Arendskerke a aussi été nommé : 's Heer-Arendskerke, Aernoutskerke, Ser Arnoudskerke ou Sraskerke. Comme dans beaucoup de noms de villages finissant par kerke, le mot kerke a ici aussi probablement été associé au prénom du fondateur de la localité, un membre de la famille Van Schenge.
Les seigneurs Van Schenge édifièrent juste au sud du village un château qui plus tard tomba en ruine et dont les pierres servirent à la consolidation des digues. Ces seigneurs eurent le droit d'accroître leurs terres de la région située entre le Beveland et l'île de Walcheren et jouèrent donc un rôle important dans l'endiguement de la partie occidentale de la presqu'île.
Le village est mentionné pour la première fois en 1275 comme paroisse fille de Wissekerke, un village voisin et plus ancien. À son tour, 's-Heer Arendskerke, dont l'église a été dédiée à saint Pierre, sera l'église mère de Baarsdorp.
Le village a été assez important au cours des siècles précédents. De nos jours, avec en gros 1300 habitants, il l'est encore par rapport à beaucoup d'autres, mais il est modeste quant à sa superficie et pour une bonne partie de ses
besoins (par exemple les magasins, l'enseignement et le théâtre), il dépend entre autres de Goes et de Heinkenszand.

## Administration
Avant 1970, 's-Heer Arendskerke était une commune indépendante ; ensuite, sa partie septentrionale, le village compris, a été
rattachée à la commune de Goes tandis que le reste, Lewedorp et Nieuwdorp, a été repris dans la nouvelle commune de Borsele.

## Type de village
's-Heer Arendskerke est une combinaison de kerkringdorp et de voorstraatdorp.